# Huta 14
Die Huta 14 ist ein selbstfahrender Schneidkopfsaugbagger, der bei seiner Ablieferung zu den leistungsfähigsten Schneidkopfsaugbaggern der Welt zählte.

## Geschichte
Das Spezialschiff wurde am 30. April 1986 als Bilberg I von der Werft Orenstein & Koppel in Lübeck an Bilfinger & Berger abgeliefert. 1990 übernahm die niederländische Wasserbau-Reederei Boskalis das Schiff und setzte es als Ursa ein. Seit 2013 gehört das Fahrzeug der Huta-Group aus Saudi-Arabien, die es als Huta 14 betreibt.

## Technik
Der Bagger kann bis zu einer Wassertiefe von 25 m arbeiten. Mit einer Gesamtleistung von fast 15.000 kW ist er für besonders harte Bodenarten ausgelegt. Er ist mit zwei Ankerpfählen ausgestattet, der Schneidkopf hat eine Antriebsleistung von 3300 kW und die Unterwasser- und Baggerpumpen eine Antriebsleistung von 9600 kW.